# Jordan Rakovič
Jordan Rakovič, slovenski rimskokatoliški duhovnik in teološki pisatelj, * 10. november 1684, Ljubljana, † (?).
Jordan Rakovič, (tudi Rakovitsch, Rakouiz, Rakovec, pri krstu Andrej) se je rodil v družini pekovskega mojstra Martina Rakoviča, kraj in čas njegove smrti pa nista znana. Leta 1705 je stopil v red avguštincev, po zaobljubah 1706 študiral filozofijo v Ljubljani in nato v Gradcu bogoslovje. Bil je pridigar in 1715 superior ljubljanskega konventa. V latinščini je napisal več del.